# The Lovin’ Spoonful
The Lovin’ Spoonful ist eine US-amerikanische Rockband, die im Januar 1965 in New York gegründet wurde.

## Bandgeschichte
John Sebastian ist der Sohn eines berühmten Harmonika-Spielers und begann seine musikalische Karriere gemeinsam mit Cass Elliot und Denny Doherty in einer Band namens The Mugwumps. Nachdem letztere die Band verließen, um The Mamas and the Papas zu gründen, formierte Sebastian gemeinsam mit Zalman „Zal“ Yanovsky die Gruppe The Lovin’ Spoonful.
Der Name der Band stammt aus dem Lied Coffee Blues von Mississippi John Hurt und kann Drogenkonsum oder eine Ejakulation umschreiben.
Die Gruppe erhielt recht schnell einen Plattenvertrag. Daraufhin entstand bereits 1965 das Debütalbum Do You Believe in Magic?, dessen Titelsong der erste Single-Hit wurde. Bis 1968 folgte eine ganze Reihe Pop-Singles, die größtenteils vordere Chartpositionen einnahmen und sich millionenfach verkauften.
Am 13. August 1966 gelang mit der im Gegensatz zu ihren sonstigen Liedern etwas härteren Rocknummer Summer in the City der Sprung auf Platz 1 der amerikanischen Hitparade. Es blieb der einzige Nummer-eins-Hit der Band.
Sehr erfolgreich war die Gruppe auch mit Filmmusiken, unter anderem für What’s Up, Tiger Lily? von Woody Allen (1967) oder You’re a Big Boy Now (1968).
1967 verließ Yanovsky wegen persönlicher Schwierigkeiten die Band und wurde durch Jerry Yester ersetzt, dessen Bruder Jim Yester bei The Association spielte. Als ein Jahr später auch John Sebastian ging, um eine Solokarriere zu starten, lösten sich The Lovin’ Spoonful nach der Veröffentlichung des Albums Revolution ’69 auf.
1980 trafen sich alle ursprünglichen Gruppenmitglieder und spielten Lieder zu dem Soundtrack des Films One Trick Pony von und mit Paul Simon ein. Es blieb jedoch eine einmalige Angelegenheit. Im Jahr 2000 wurde die Band in die Rock and Roll Hall of Fame aufgenommen.
The Lovin’ Spoonful verstanden es, alle amerikanischen Musikstile vom Blues über Jazz bis hin zur Country-Musik zu ansprechendem Rock zu verschmelzen. Es entstand eine ganze Reihe von Hits, darunter Do You Believe in Magic, Summer in the City und Daydream. Die Band sollte ursprünglich in der Fernsehserie spielen, die unter dem Namen The Monkees Kult wurde.
Zal Yanovsky verstarb 2002. John Sebastian tritt aus persönlichen Gründen nicht mehr mit Lovin’ Spoonful auf. Boone, Butler und Yester touren mit wechselnden Begleitmusikern weiterhin unter dem alten Bandnamen, mit Butler als Sänger.
2012 wurde das Lied Do You Believe in Magic? in „Meet the Pyro“, einem Trailer für das Spiel Team Fortress 2 von Valve, verwendet.
Jerry Yester wurde 2017 aus der Gruppe ausgeschlossen, nachdem er wegen Kinderpornographievorwürfen verhaftet worden war.

## Diskografie

### Alben
| Jahr | Titel                                   | Höchstplatzierung, Gesamtwochen, AuszeichnungChartplatzierungen (Jahr, Titel, Platzierungen, Wochen, Auszeichnungen, Anmerkungen) | Höchstplatzierung, Gesamtwochen, AuszeichnungChartplatzierungen (Jahr, Titel, Platzierungen, Wochen, Auszeichnungen, Anmerkungen) | Anmerkungen                                                                 |
| Jahr | Titel                                   | UK | US | Anmerkungen                                                                 |
| ---- | --------------------------------------- | --- | --- | --------------------------------------------------------------------------- |
| 1965 | Do You Believe in Magic                 | — | US32 (35 Wo.)US | Erstveröffentlichung: November 1965                                         |
| 1966 | Daydream                                | UK8 (11 Wo.)UK | US10 (31 Wo.)US | Erstveröffentlichung: März 1966                                             |
| 1966 | What’s Up, Tiger Lily?                  | — | US126 (9 Wo.)US | Erstveröffentlichung: September 1966 Filmsoundtrack: What’s Up, Tiger Lily? |
| 1966 | Hums of the Lovin’ Spoonful             | — | US14 (26 Wo.)US | Erstveröffentlichung: November 1966                                         |
| 1967 | The Best of the Lovin’ Spoonful         | — | US3 Gold · (52 Wo.)US | Erstveröffentlichung: März 1967 Best-of-Album                               |
| 1967 | You're a Big Boy Now                    | — | US160 (5 Wo.)US | Erstveröffentlichung: April 1967                                            |
| 1968 | Everything Playing                      | — | US118 (7 Wo.)US | Erstveröffentlichung: Dezember 1967                                         |
| 1968 | The Best of the Lovin’ Spoonful, Vol. 2 | — | US156 (5 Wo.)US | Erstveröffentlichung: März 1968 Best-of-Album                               |
| 1976 | The Best … Lovin’ Spoonful              | — | US183 (3 Wo.)US | Erstveröffentlichung: April 1976 Best-of-Album                              |

Weitere Alben
- 1966: What’s Shakin’
- 1968: Revelation: Revolution ’69 (feat. Joe Butler)
- 1968: 24 Karat Hits: A Double Dozen of All Time Best Sellers by The Lovin’ Spoonful
- 1997: Summer in the City
- 1999: Live at the Hotel Seville

### Kompilationen
- 1968: The Best of The Lovin’ Spoonful (2 LPs)
- 1970: The Very Best of The Lovin’ Spoonful
- 1970: John Sebastian Song Book Vol. 1
- 1971: Once Upon a Time
- 1971: Golden Spoonful: Daydream / Hums of the Lovin’ Spoonful (2 LPs)
- 1972: Pop History Vol. 5 (feat. John Sebastian)
- 1975: Golden Hour of the Lovin’ Spoonful
- 1975: A Spoon Full of Hits
- 1976: 22 Hits from the Incomparable (2 LPs)
- 1976: The Best...
- 1977: The File Series (2 LPs)
- 1978: Sus Mayores Éxitos (2 LPs)
- 1978: Golden Super Hits of The Lovin' Spoonful
- 1979: ...So Nice
- 1979: The Great Years
- 1980: Greatest Hits
- 1981: The Lovin’ Spoonful
- 1981: Portrait (2 LPs)
- 1981: Summer in the City – The Best of The Lovin’ Spoonful
- 1982: Distant Echoes
- 1982: The Pick of... Greatest Hits
- 1983: Best in the West
- 1984: The Best of The Lovin’ Spoonful Volume Two
- 1986: Jug Band Music
- 1988: The EP Collection
- 1988: The Collection
- 1988: Daydreaming with The Lovin’ Spoonful – 20 Greatest Hits
- 1988: The Lovin’ Spoonful (Do You Believe in Magic? / Everything Playing) (2 LPs)
- 1989: Summer in the City – 19 Great Songs
- 1990: Anthology
- 1991: A Spoonful of Soundtracks (What's Up Tiger Lily ? / You ’re a Big Boy Now)
- 1994: Daydreamer
- 1996: Kama Sutra Box (4 CDs)
- 1997: Collector’s Edition Vol. 1
- 2005: Singles A’s & B’s (2 CDs)
- 2011: Do You Believe in Magic + Daydream (2 CDs)
- 2011: You’re a Big Boy Now + Everything Playing
- 2011: What’s Up Tiger Lily? + Hums of the Lovin’ Spoonful
- 2011: Original Album Classics (5 CDs)

### EPs
- 1966: Jug Band Music
- 1966: Day Blues
- 1966: Summer in the City
- 1967: Lovin’ You
- 1975: Die großen Vier von The Lovin' Spoonful (2× 7inch-Single)
- 1988: Summer in the City

### Singles
| Jahr | Titel                                                           | Höchstplatzierung, Gesamtwochen, AuszeichnungChartplatzierungen (Jahr, Titel, , Platzierungen, Wochen, Auszeichnungen, Anmerkungen) | Höchstplatzierung, Gesamtwochen, AuszeichnungChartplatzierungen (Jahr, Titel, , Platzierungen, Wochen, Auszeichnungen, Anmerkungen) | Höchstplatzierung, Gesamtwochen, AuszeichnungChartplatzierungen (Jahr, Titel, , Platzierungen, Wochen, Auszeichnungen, Anmerkungen) | Anmerkungen |
| Jahr | Titel                                                           | DE | UK | US | Anmerkungen |
| ---- | --------------------------------------------------------------- | --- | --- | --- | --- |
| 1965 | Do You Believe in Magic                                         | — | — | US9 (13 Wo.)US | Erstveröffentlichung: August 1965 Autor: John Sebastian; Produzent: Erik Jacobsen Grammy Hall of Fame, Rock and Roll Hall of Fame, Platz 216 der Rolling-Stone-500 |
| 1965 | You Didn’t Have to Be so Nice Daydream                          | — | — | US10 (12 Wo.)US | Erstveröffentlichung: November 1965 Autoren: John Sebastian, Steve Boone                                                                                           |
| 1966 | Daydream                                                        | DE30 (4 Wo.)DE | UK2 (13 Wo.)UK | US2 (12 Wo.)US | Erstveröffentlichung: Februar 1966 Autor: John Sebastian |
| 1966 | Did You Ever Have to Make Up Your Mind? Do You Believe In Magic | — | — | US2 (11 Wo.)US | Erstveröffentlichung: März 1966 Autor: John Sebastian |
| 1966 | Summer in the City Hums Of The Lovin’ Spoonful                  | DE5 (12 Wo.)DE | UK8 Silber · (11 Wo.)UK | US1 Gold · (11 Wo.)US | Erstveröffentlichung: Juni 1966 Autoren: John Sebastian, Steve Boone, Mark Sebastian; Produzent: Paul Leka Grammy Hall of Fame, Platz 393 der Rolling-Stone-500    |
| 1966 | Rain on the Roof Hums Of The Lovin’ Spoonful                    | — | — | US10 (10 Wo.)US | Erstveröffentlichung: September 1966 Autor: John Sebastian |
| 1966 | Nashville Cats Hums Of The Lovin’ Spoonful                      | — | UK26 (7 Wo.)UK | US8 (10 Wo.)US | Erstveröffentlichung: November 1966 Autor: John Sebastian |
| 1967 | Full Measure Hums Of The Lovin’ Spoonful                        | — | — | US87 (3 Wo.)US | Erstveröffentlichung: Dezember 1966 Autoren: John Sebastian, Steve Boone                                                                                           |
| 1967 | Darling Be Home Soon You’re A Big Boy Now O.S.T.                | — | UK44 (2 Wo.)UK | US15 (8 Wo.)US | Erstveröffentlichung: Januar 1967 Autor: John Sebastian Film: Big Boy, jetzt wirst Du ein Mann!                                                                    |
| 1967 | Six O’Clock Everything Playing                                  | — | — | US18 (8 Wo.)US | Erstveröffentlichung: April 1967 Autor: John Sebastian |
| 1967 | She Is Still a Mystery Everything Playing                       | — | — | US27 (6 Wo.)US | Erstveröffentlichung: Oktober 1967 Autor: John Sebastian |
| 1968 | Money Everything Playing                                        | — | — | US48 (6 Wo.)US | Erstveröffentlichung: Dezember 1967 Autor: John Sebastian |
| 1968 | Never Going Back Revelation: Revolution ’69                     | — | — | US73 (5 Wo.)US | Erstveröffentlichung: Juli 1968 Autoren: John Stewart, John Sebastian                                                                                              |
| 1969 | Me About You Revelation: Revolution ’69                         | — | — | US91 (2 Wo.)US | Erstveröffentlichung: Januar 1969 Autor: John Sebastian |

Weitere Singles
- 1965: Younger Girl
- 1966: Didn’t Want to Have to Do It
- 1966: Jug Band Music
- 1966: Goodtime Music
- 1966: Baldheaded Lena
- 1966: What’s Up, Tiger Lily?
- 1967: Something in the Night
- 1968: (Til I) Run with You
- 2011: Alley Oop